# 黃家駿 (香港足總主席)
黃家駿，又名黃少堃，香港足球界人士。

## 生平
1935年任南華體育會名譽秘書。1936年柏林奧運會時，擔任中華民國國家足球隊管理。1940年首次當選香港足球總會主席，成為香港足球總會第一位華人主席。香港重光後，籌辦復興聯賽，並重組香港足球總會。1946年，香港足球總會復會 。1955年2月8日，在九龍聖德肋撒醫院逝世。